# Novorossiysk
Novorossiysk (tiếng Nga: Новоросси́йск; tiếng Adygea: Цӏэмэз, Ts'emez) là một thành phố Nga. Thành phố này thuộc chủ thể Vùng Krasnodar. Đây là thành phố cảng chính của Nga bên Biển Đen và là cảng hàng đầu Nga về nhập khẩu ngũ cốc. Thành phố có dân số 232.079 người (theo điều tra dân số năm 2002. Đây là thành phố lớn thứ 78 của Nga theo dân số năm 2002. Dân số qua các thời kỳ: 241,788 (Điều tra dân số 2010); 232,079 (Điều tra dân số 2002); 185,938 (Điều tra dân số năm 1989).

## Khí hậu
Novorossiysk có khí hậu Địa Trung Hải (phân loại khí hậu Köppen Csa).
| Dữ liệu khí hậu của Novorossiysk        | Dữ liệu khí hậu của Novorossiysk | Dữ liệu khí hậu của Novorossiysk | Dữ liệu khí hậu của Novorossiysk | Dữ liệu khí hậu của Novorossiysk | Dữ liệu khí hậu của Novorossiysk | Dữ liệu khí hậu của Novorossiysk | Dữ liệu khí hậu của Novorossiysk | Dữ liệu khí hậu của Novorossiysk | Dữ liệu khí hậu của Novorossiysk | Dữ liệu khí hậu của Novorossiysk | Dữ liệu khí hậu của Novorossiysk | Dữ liệu khí hậu của Novorossiysk | Dữ liệu khí hậu của Novorossiysk |
| Tháng                                   | 1                                | 2                                | 3                                | 4                                | 5                                | 6                                | 7                                | 8                                | 9                                | 10                               | 11                               | 12                               | Năm                              |
| --------------------------------------- | -------------------------------- | -------------------------------- | -------------------------------- | -------------------------------- | -------------------------------- | -------------------------------- | -------------------------------- | -------------------------------- | -------------------------------- | -------------------------------- | -------------------------------- | -------------------------------- | -------------------------------- |
| Cao kỉ lục °C (°F)                      | 22.8 (73.0)                      | 21.0 (69.8)                      | 25.0 (77.0)                      | 28.0 (82.4)                      | 31.8 (89.2)                      | 38.0 (100.4)                     | 39.0 (102.2)                     | 36.1 (97.0)                      | 34.0 (93.2)                      | 30.0 (86.0)                      | 28.0 (82.4)                      | 25.0 (77.0)                      | 39.0 (102.2)                     |
| Trung bình ngày tối đa °C (°F)          | 6.1 (43.0)                       | 6.5 (43.7)                       | 9.7 (49.5)                       | 15.0 (59.0)                      | 19.6 (67.3)                      | 24.1 (75.4)                      | 27.6 (81.7)                      | 27.7 (81.9)                      | 23.1 (73.6)                      | 17.2 (63.0)                      | 12.7 (54.9)                      | 8.8 (47.8)                       | 16.5 (61.7)                      |
| Trung bình ngày °C (°F)                 | 2.9 (37.2)                       | 3.6 (38.5)                       | 6.3 (43.3)                       | 11.5 (52.7)                      | 16.2 (61.2)                      | 20.5 (68.9)                      | 23.8 (74.8)                      | 23.5 (74.3)                      | 18.9 (66.0)                      | 13.4 (56.1)                      | 9.4 (48.9)                       | 5.9 (42.6)                       | 13.0 (55.4)                      |
| Tối thiểu trung bình ngày °C (°F)       | −0.2 (31.6)                      | 0.5 (32.9)                       | 3.1 (37.6)                       | 8.2 (46.8)                       | 12.9 (55.2)                      | 16.9 (62.4)                      | 20.0 (68.0)                      | 19.7 (67.5)                      | 15.1 (59.2)                      | 9.8 (49.6)                       | 6.2 (43.2)                       | 2.8 (37.0)                       | 9.5 (49.1)                       |
| Thấp kỉ lục °C (°F)                     | −18.0 (−0.4)                     | −17.0 (1.4)                      | −12.2 (10.0)                     | −5.0 (23.0)                      | −1.1 (30.0)                      | 2.0 (35.6)                       | 8.0 (46.4)                       | 10.0 (50.0)                      | 4.7 (40.5)                       | −2.0 (28.4)                      | −6.1 (21.0)                      | −13.0 (8.6)                      | −18.0 (−0.4)                     |
| Lượng Giáng thủy trung bình mm (inches) | 125.6 (4.94)                     | 76.6 (3.02)                      | 104.7 (4.12)                     | 58.6 (2.31)                      | 41.5 (1.63)                      | 49.9 (1.96)                      | 38.5 (1.52)                      | 50.9 (2.00)                      | 35.9 (1.41)                      | 61.0 (2.40)                      | 61.4 (2.42)                      | 156.2 (6.15)                     | 860.2 (33.87)                    |
| Số ngày giáng thủy trung bình           | 8.6                              | 6.9                              | 6.8                              | 6.3                              | 5.3                              | 5.0                              | 3.6                              | 3.2                              | 3.6                              | 5.0                              | 6.1                              | 9.4                              | 69.8                             |
| Nguồn: climatebase.ru                   |                                  |                                  |                                  |                                  |                                  |                                  |                                  |                                  |                                  |                                  |                                  |                                  |                                  |

## Thành phố kết nghĩa
Novorossiysk kết nghĩa với:
| - Plymouth, Vương quốc Anh - Livorno, Ý - Valparaíso, Chile - Gijón, Tây Ban Nha - Gainesville, Hoa Kỳ - Varna, Bulgaria | - Pula, Croatia - Constanța, Romania - Samsun, Thổ Nhĩ Kỳ - Tomsk, Nga - Gavar, Armenia - Novo Mesto, Slovenia - Heilbronn, Đức |